# Grębice
Grębice (deutsch Johannisberg) ist ein Wohnplatz in der Woiwodschaft Westpommern in Polen. Er  gehört zur Gmina Świerzno (Gemeinde Schwirsen) im Powiat Kamieński (Camminer Kreis). 

## Geographische Lage
Der Wohnplatz liegt in Hinterpommern, etwa 4 km östlich von Świerzno (Schwirsen), etwa 17 km östlich der Kreisstadt Kamień Pomorski (Cammin i. Pom.) und etwa 70 km nordöstlich von Stettin.

## Geschichte
Der Wohnplatz ist aus einem Aussiedlerhof des Dorfes Kahlen hervorgegangen: Im Jahre 1848 verlegte der Bauer Martin Buntrock seinen Hof aus dem Dorf an eine neue, östlich des Dorfes gelegene Stelle. Mit 533 Morgen Land war die Besitzung größer als ein gewöhnlicher Bauernhof. Er gab seinem Hof den Namen „Johannesberg“, der im Jahre 1851 durch die Regierung genehmigt wurde. Später wurde die Schreibweise „Johannisberg“ üblich. Um 1870 lebten in Johannisberg 36 Einwohner, im Jahre 1910 wurden 52 Einwohner gezählt. 
Bis 1945 bildete Johannisberg einen Wohnplatz der Landgemeinde Kahlen und gehörte mit dieser zum Landkreis Cammin i. Pom. der preußischen Provinz Pommern.